# (2622) Bolzano
(2622) Bolzano est un astéroïde de la ceinture principale.

## Description
(2622) Bolzano est un astéroïde de la ceinture principale. Il fut découvert le 9 février 1981 à l'observatoire Kleť par Ladislav Brožek. Il présente une orbite caractérisée par un demi-grand axe de 3,00 UA, une excentricité de 0,10 et une inclinaison de 11,0° par rapport à l'écliptique.

## Compléments